# Josip Bašić
Josip Bašić (Split, 2 maart 1996) is een Kroatisch voetballer die doorgaans als middenvelder speelt. Hij stroomde in 2012 door vanuit de jeugd van Hajduk Split.

## Clubcarrière
Bašić werd op dertienjarige leeftijd opgenomen in de jeugdopleiding van Hajduk Split. Daarvoor speelde hij bij Omladinac Vranjić en Primorac 1929. Bašić debuteerde op 29 september 2012 in het eerste elftal, tegen Dinamo Zagreb. Hij begon op de bank en mocht na 57 minuten invallen voor Marko Bencun. Hij speelt meestal als rechtshalf, maar kan ook als rechtsback uit de voeten.

## Interlandcarrière
Bašić kwam uit voor diverse Kroatische jeugdelftallen. Hij scoorde zeven keer in 23 wedstrijden voor Kroatië -17, waarvan hij ook aanvoerder was.
5 Barry ·
6 Nejašmić ·
7 Kreković ·
8 Simić ·
9 Jakoliš ·
10 Caktaš ·
11 Eduok ·
13 Blažević ·
17 Juranović  ·
18 Mujakić ·
19 Delić ·
20 Blagaić ·
21 Jairo ·
23 Kalik ·
24 Jurić ·
29 Vučur ·
30 Bašić ·
31 Dolček ·
34 Ismajli ·
35 Čolina ·
40 Ljubić ·
44 Vušković ·
47 Tahiraj ·
55 Radić ·
70 Posavec ·
77 Dellova ·
91 Teklić ·
93 Jradi ·
Coach: Tudor